# Jean-Baptiste Para
Pour les articles homonymes, voir Para.
Jean-Baptiste Para est un poète, traducteur et critique d’art français né à Paris en 1956.

## Biographie
Jean-Baptiste Para a suivi des études de langues et de lettres classiques.
Il anime avec André Velter, de 1994 à 2004, l'émission Poésie sur parole diffusée sur France Culture.
Rédacteur en chef, à partir de 1997, de la revue littéraire Europe, où il a débuté en 1980 comme chroniqueur des arts et secrétaire de rédaction, il en est aujourd’hui le directeur. Il dirige aux Éditions Cheyne la collection « D’une voix l’autre » consacrée à la poésie traduite.
Ses poèmes ont été traduits dans plusieurs langues (chinois, japonais, espagnol, italien, persan…) et il a lui-même traduit en français de nombreux poètes italiens (Camillo Sbarbaro, Giorgio Manganelli, Cristina Campo…), indiens (Nissim Ezekiel, Agha Shahid Ali…) ou russes (Vera Pavlova…).
En 2017, il est nommé membre du jury du grand prix national de la poésie du ministère de la Culture.

## Publications

### Essais et poésie
- Arcanes de l'ermite et du monde, Temps actuels/Messidor, 1985
- Une semaine dans la vie de Mona Grembo, MEET, 1986
- Atlantes, Arcane 17, 1991
- Longa tibi exilia, Éditions Æncrages & Co, 1990
- Le Jeûne des yeux et autres exercices du regard, éd. du Rocher, 2000
- La Faim des ombres, éd. Obsidiane, 2006
- Pierre Reverdy, Culturesfrance, 2007

### Éditions
- O. V. de L. Milosz, La Berline arrêtée dans la nuit, anthologie poétique, Jean-Baptiste Para éd., éd. Poésie/Gallimard, 1999
- Anthologie de la poésie française du XXe siècle tome 2, préface de Jorge Semprún, éd. Poésie/Gallimard, 2000

### Traductions
- Antonio Tabucchi, Les Oiseaux de Fra Angelico, éd. Christian Bourgois, 1989
- Giuseppe Conte, Le manuscrit de Saint-Nazaire, Maison des écrivains étrangers et des traducteurs, 1989
- Giuseppe Conte, Les Saisons, éd. Royaumont, 1989
- Camillo Sbarbaro, Copeaux. Feux follets, poèmes traduits par Jean-Baptiste Para, suivi de “Souvenir de Sbarbaro” par Eugenio Montale, Clémence Hiver éd., 1992
- Camillo Sbarbaro, Pianissimo-Rémanences, traduit de l'italien par Jean-Baptiste Para, Bruna Zanchi et Bernard Vargaftig, Clémence Hiver éd., 1992
- Cristina Campo, Les Impardonnables, traduction de Jean-Baptiste Para, Francine Martinoir et Gérard Macé, L'Arpenteur / Gallimard, 1992
- Milo de Angelis, L'océan autour de Milan, Maison Écrivains Étrangers Traducteurs, 1994
- Alberto Nessi, La couleur de la mauve - Il colore della malva, traduit avec Christian Viredaz, éd. Empreintes, 1996
- Giuseppe Conte, L'océan et l'enfant, éd. Arcane 17, 1989 ; Jacques Brémond, 2002
- Giuseppe Conte, Villa Hanbury et autres poèmes, éd. L'Escampette, 2002
- Antonio Tabucchi, Une malle pleine de gens, Essai sur Fernando Pessoa, éd. 10/18, 2002
- Alberto Nessi, Algues noires - Alghe nere, traduit avec Mathilde Vischer, Maison des écrivains étrangers et des traducteurs de Saint Nazaire, 2003
- Alberto Savinio, Angélique ou la nuit de mai, éd. Arcane 17, 2003
- Vera Pavlova, L'animal céleste, traduit par Jean-Baptise Para, éd. L'Escampette, 2004
- Lucio Mariani, Connaissance du temps, Gallimard, 2005
- Fabio Scotto, Le corps du sable, L’Amourier, 2006
- Giorgio Manganelli, Centurie, Éditions Cent Pages, 2015

### En revue
Contributions notamment dans les revues Action poétique, L’Herne, Le Mâche-Laurier, Caravanes, La Revue de Belles Lettres, et Neige d’août

### Récompenses
- 1987 : Prix Laure-Bataillon pour la traduction de l'italien de Amour de Giorgio Manganelli (éd. Denoël / Arcane 17, 1986)
- 1989 : Prix de traduction Nelly-Sachs pour la traduction de l'italien de L'Océan et l'enfant de Giuseppe Conte (éd. Denoël / Arcane 17, 1988)
- 2006 : Prix Guillaume-Apollinaire pour La Faim des ombres, éd. Obsidiane
- 2017 : Prix Étienne-Dolet de traduction (d) de l'université Paris-Sorbonne